# Seuls les anges ont des ailes
Pour plus de détails, voir Fiche technique et Distribution.
Seuls les anges ont des ailes (titre original : Only Angels Have Wings) est un film américain d'aventures réalisé par Howard Hawks en 1939.
Ce film, considéré comme un des grands films de Hawks, est un savant mélange des thèmes hawksiens : "esprit d’aventure et héroïsme, amitié virile, misogynie et ironie cruelle", selon Jacques Lourcelles dans son incomplet Dictionnaire du Cinéma. C'est le film qui révéla Rita Hayworth.

## Synopsis
Bonnie Lee, musicienne en tournée, échoue dans la petite ville portuaire de Barranca (Amérique du Sud), où elle attend le service de bateau hebdomadaire qui doit la ramener à New York. Elle y fait la connaissance des pilotes qui assurent le transport du courrier au-dessus de la cordillère des Andes. Le service appartient à "Dutchy" [Dodoche dans la VF], vieil homme attachant, et il est dirigé par Geoff Carter, excellent pilote, désillusionné sur la vie et désabusé sur les femmes. L'entreprise ne roule pas sur l'or : les hommes doivent voler sur de vieux coucous, voire des biplans rafistolés, risquant leur vie dans des conditions météorologiques extrêmement dangereuses. Geoff et "Dutchy" sont à l'affût de n'importe quel contrat qui pourrait renflouer la compagnie et leur permettre de disposer de leur nouveau trimoteur, bloqué à quai pour cause de non-paiement. Bonnie tombe amoureuse de Geoff et manque volontairement son bateau pour rester au moins une semaine avec lui, malgré le peu de cas qu'il semble faire d'elle.
Manquant de personnel (trois morts en deux mois), Geoff embauche Bat MacPherson. Or, non seulement celui-ci est l'époux de Judy, qui autrefois brisa le cœur de Geoff, mais sous son vrai nom – Bat Kilgallen – il a sauté d'un avion en vol en abandonnant à bord le mécanicien, décédé lors du crash de l'appareil. Le mécanicien était le frère de Kid Dabb, meilleur ami de Geoff. Le nouveau pilote, reconnu, est mis au ban du groupe, et Geoff lui réserve les missions les plus périlleuses (mais lucratives), comme le transport de nitroglycérine. Le tout au grand désarroi de Judy qui ignore le passé de Bat.
Un soir de grosse tempête où Geoff doit voler, Bonnie le menace d'une arme pour l'en dissuader, et le blesse accidentellement. Les deux seuls à pouvoir essayer de mener à bien la mission sont Kid, que sa mauvaise vue cloue désormais au sol, et Bat, le paria. Et la livraison est impérative pour assurer à Geoff et Dutchy un contrat durable avec le gouvernement...
Les deux hommes effectuent le transport à l'aide du trimoteur mais, sur le chemin du retour, entrent en collision avec un oiseau qui traverse le pare-brise et blesse gravement Kid. Deux des moteurs prennent feu. Cette fois, Bat n'abandonne pas son copilote, rentre à la base et parvient à faire atterrir l'avion. Kid, la nuque brisée, dit à Geoff que Bat ne l'a pas abandonné et décède peu après. Malgré le principe des pilotes qui est, quand l'un des leurs se tue, de faire comme s'il n'avait jamais existé, Geoff est effondré.
Bonnie abandonne la partie et décide d'aller prendre le bateau. Elle va faire ses adieux à Geoff, souhaitant désespérément qu'il lui demande de rester, lui "qui ne demanderait jamais rien à une femme". Il lui propose de jouer à pile (elle part) ou face (elle reste), lance la pièce, puis sort. Bonnie reste désemparée jusqu'à ce qu'elle se rende compte que la pièce est une fausse, à double face.

## Fiche technique
- Titre : Seuls les anges ont des ailes
- Titre original : Only Angels Have Wings
- Réalisateur : Howard Hawks, assisté de Richard Rosson et Sam Nelson (non crédité)
- Scénario : Howard Hawks, Jules Furthman, William Rankin (non crédité) et Eleanore Griffin (non créditée) d'après une histoire Plane From Barranca d'Howard Hawks
- Production : Howard Hawks
- Studio de production : Columbia Pictures
- Musique : Dimitri Tiomkin
- Photographie : Joseph Walker
- Montage : Viola Lawrence
- Direction artistique : Lionel Banks
- Costumes : Robert Kalloch
- Pays d'origine :  États-Unis
- Format : Noir et blanc - Son : Mono (Western Electric Mirrophonic Recording)
- Langue : anglais
- Genre : aventure
- Durée : 121 minutes
- Dates de sortie : 
  - États-Unis : 12 mai 1939 (première à New York), 15 mai 1939 (sortie nationale)
  - France : 21 juin 1939
  - Royaume-Uni : 20 novembre 1939

## Distribution

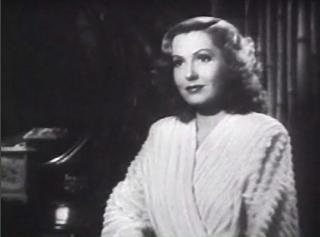
Jean Arthur

- Cary Grant (VF : Marc Valbel) : Geoffrey Carter (Jeff Carter en VF)
- Jean Arthur (VF : Paula Dehelly) : Bonnie Lee
- Richard Barthelmess : Bat Kilgallen - MacPherson
- Rita Hayworth : Judith « Judy » MacPherson
- Thomas Mitchell (VF : Raymond Rognoni) : Kid Dabb
- Sig Ruman (VF : Antoine Balpêtré) : John « Dutchy (VF : Dodoche) » Van Reiter
- Allyn Joslyn : Les Peters
- Noah Beery Jr. : Joe Souther
- John Carroll (VF : Jean Gournac) : Gent Shelton
- Victor Kilian : Sparks
- Donald Barry (VF : Claude Péran) : Tex Gordon
- Manuel Álvarez Maciste : le chanteur
- Milisa Sierra : Lily
- Lucio Villegas : Dr. Lagorio
- Pat Flaherty : Mike
- Pedro Regas (en) : Pancho
- Pat West (en) : Baldy

## Autour du film
- Film hommage aux pionniers de l'aéropostale, Seuls les anges ont des ailes, réalisé, produit et coscénarisé par Howard Hawks, s’inspira de faits réels : « Chaque personne s’inspire de faits vécus, Barthelmess, c’est un homme que j’ai vu sauter en avion en en laissant un autre derrière lui… Le personnage de Jean Arthur et ses rapports avec Cary Grant sont authentiques, reposant sur des faits réels. L’oiseau qui crève le pare-brise est lui aussi réel. »[2] Howard Hawks.
- Avec Mr. Smith au Sénat, Seuls les anges ont des ailes est le second blockbuster de l’année 1939 pour la Columbia Pictures[3]. Harry Cohn, le patron de Columbia, fut particulièrement heureux du succès de ses deux films qui récoltèrent non seulement une pluie de nominations aux Oscars - deux pour Seuls les anges ont des ailes, onze pour Mr. Smith au Sénat dont un Oscar - mais également des critiques élogieuses[4].

## Commentaire
« Je ne dis pas que le cinéma soit un art, je ne l’ai jamais dit, mais parfois une œuvre cinématographique est suffisamment réussie pour que l’on puisse la considérer comme œuvre d’art. C’est rare. Il faut un Wilder, un Wyler, un Ford, un Hawks. Il ne fait pas de doute que Seuls les anges ont des ailes est une œuvre d’art. »

— Jean-Pierre Melville